# Rein Lang
Pour les articles homonymes, voir Lang.
Rein Lang, né le 4 juillet 1957 à Tartu, est un homme politique estonien, membre du Parti de la réforme (ER) et député au Riigikogu.

## Éléments personnels

### Formation et début de carrière
Il achève ses études secondaires à Tallinn en 1975, et intègre alors l'université de Tartu. Cinq ans plus tard, il en ressort diplômé en droit avec mention cum laude.
De 1980 à 1986, il est consultant de la représentation de la RSS d'Estonie au collège des avocats plaidants de Moscou. Nommé ensuite vice-directeur de l'hôtel de ville de Tallinn jusqu'en 1989, il occupe ce même poste, entre 1989 et 1990, au sein du club Muusik.

### Carrière dans les affaires
En 1990, il devient, pendant un an, président du conseil de management de la société AS Laulusilad. Dès l'année suivante, il est élu président du directoire de la société AS TRIO LS'. Six ans plus tard, en 1997, il en devient président du conseil de surveillance.
Il abandonne les affaires en 2001 pour une carrière politique.

### Vie privée
Rein Lang vit en concubinage et a une fille. De plus, il parle anglais, finnois et russe.

## Vie politique
En 2001, il devient adjoint au maire de la ville de Tallinn. Élu deux ans plus tard au Riigikogu, il en est désigné vice-président jusqu'en 2005. Dans le même temps, il préside la commission des Affaires européennes. En tant que député estonien, il participe à la Convention sur l'avenir de l'Europe. 

### Ministre des Affaires étrangères
Le 21 février 2005, il est nommé ministre des Affaires étrangères en remplacement de Kristiina Ojuland, forcée à la démission après la disparition de 91 documents confidentiels, que Lang s'est engagé à retrouver. À peine nommé, il a immédiatement évoqué les relations difficiles avec la Russie, notamment celles relatives à la participation du président estonien aux commémorations du 9-Mai organisées par Vladimir Poutine à Moscou.

### Ministre de la Justice
À la suite de la chute du Premier ministre Juhan Parts et de son remplacement par Andrus Ansip, Rein Lang est nommé ministre de la Justice le 13 avril 2005, à peine deux mois après son entrée au gouvernement. Réélu député aux législatives du 4 mars 2007, il est reconduit à son poste dans le second gouvernement Ansip un mois plus tard, le 5 avril. Du 21 mai au 4 juin 2009, il exerce l'intérim à la tête du ministère de l'Intérieur.

### Ministre de la Culture
Lors de la formation du gouvernement Ansip III le 5 avril 2011, il devient ministre de la Culture. Il quitte ses fonctions le 2 décembre 2013 à la suite du scandale provoqué par son implication dans la nomination de la nouvelle direction du journal culturel Sirp.

## Récompenses et distinctions
- Ordre de l'Étoile blanche d'Estonie de 4e classe, 2001
- Ordre de l'Étoile blanche d'Estonie de 2e classe, 2006